# Tantalusmeerkat
De tantalusmeerkat (Chlorocebus tantalus) is een diersoort uit het geslacht groene meerkatten (Chlorocebus). De wetenschappelijke naam van de soort is voor het eerst geldig gepubliceerd in 1841 door Ogilby.
De soort komt voor in Afrika ten zuiden van de Sahara van Ghana en Burkina Faso in het westen tot Oeganda, Zuid-Soedan en het zuiden van Soedan in het oosten.